# Pseudopaludicola hyleaustralis
Espèce
Pseudopaludicola hyleaustralis est une espèce d'amphibiens de la famille des Leptodactylidae.

## Répartition
Cette espèce est endémique du Mato Grosso au Brésil. Elle se rencontre dans les municipalités de Colniza, d'Alta Floresta, de Nova Bandeirantes et d'Aripuanã. 

## Publication originale
- Pansonato, Morais, Avila, Kawashita-Ribeiro, Strüssmann & Martins, 2012 : A new species of Pseudopaludicola Miranda-Ribeiro, 1926 (Anura: Leiuperidae) from the state of Mato Grosso, Brazil, with comments on the geographic distribution of Pseudopaludicola canga Giaretta & Kokubum, 2003. Zootaxa, no 3523, p. 49-58.